# 足車
足車（あしぐるま）は、柔道の投技の足技の一つ。IJF略号AGU。

## 概要
自分の右足を相手の右膝あたりにあてて支点にし、体を捻る様に（自分の体を開く様に）相手を回転させて投げる技。
上半身は払腰や内股のようにしっかり自分の方へ相手を引きつけ、下半身の刈り足は相手の脛か足首にあてる。
払腰との違いは、払腰は、相手を右または、左後腰に乗せて、相手の脚に足をあてて後ろに足を払う。
太腿から、腰の高さに足をあてると、大車になる。
地味な技が多い足技の中では、ダイナミックで派手な内股と同じく、豪快かつ派手な技である。
小川直也の得意技としてよく知られていて、全日本柔道選手権大会決勝戦では、1990年（平成2年）に古賀稔彦、1993年（平成5年）に金野潤に対してこの技で一本を決めている。